# Pandoroidea
Super-famille
Pandoroidea est une super-famille de mollusques bivalves.

## Liste des familles
Selon World Register of Marine Species (15 décembre 2018) :
- famille Lyonsiidae P. Fischer, 1887
- famille Pandoridae Rafinesque, 1815